# Safi al-Din Muhammad ibn Fahd al-Makrami
Safi-d-Din Muhàmmad ibn Fahd al-Makramí (? - Badr (Najran) 11 de febrer de 1633) fou un daï ismaïlita a Najran (Iemen) i el cap de la branca sulaymanita dels ismaïlites mustalites tayyibites.
Sulayman ibn Hàssan (? - 1597) va nomenar Al-Makrami daï per tal d'assegurar els afers durant la minoria del seu fill Jàfar ibn Sulayman. Al-Makramí es va establir inicialment a Tayba, però més tard es va traslladar a Najran i va aconseguir el suport de la influent tribu dels Yam. Va escriure sobre els conflictes que a la mort de Dawud ibn Àjab (vers 1591) van portar a la divisió de la dawa mustalita-tayyibita en dues branques, la dawudita i la sulaymanita.